# South Houston (Texas)
South Houston es una ciudad ubicada en el condado de Harris en el estado estadounidense de Texas. En el Censo de 2010 tenía una población de 16983 habitantes y una densidad poblacional de 2.148,48 personas por km².

## Geografía
South Houston se encuentra ubicada en las coordenadas 29°39′40″N 95°13′42″O / 29.66111, -95.22833. Según la Oficina del Censo de los Estados Unidos, South Houston tiene una superficie total de 7.9 km², de la cual 7.9 km² corresponden a tierra firme y (0%) 0 km² es agua.

## Demografía
Según el censo de 2010, había 16983 personas residiendo en South Houston. La densidad de población era de 2.148,48 hab./km². De los 16983 habitantes, South Houston estaba compuesto por el 65.9% blancos, el 1.54% eran afroamericanos, el 0.86% eran amerindios, el 0.56% eran asiáticos, el 0.02% eran isleños del Pacífico, el 27.55% eran de otras razas y el 3.57% pertenecían a dos o más razas. Del total de la población el 88.05% eran hispanos o latinos de cualquier raza.

## Educación

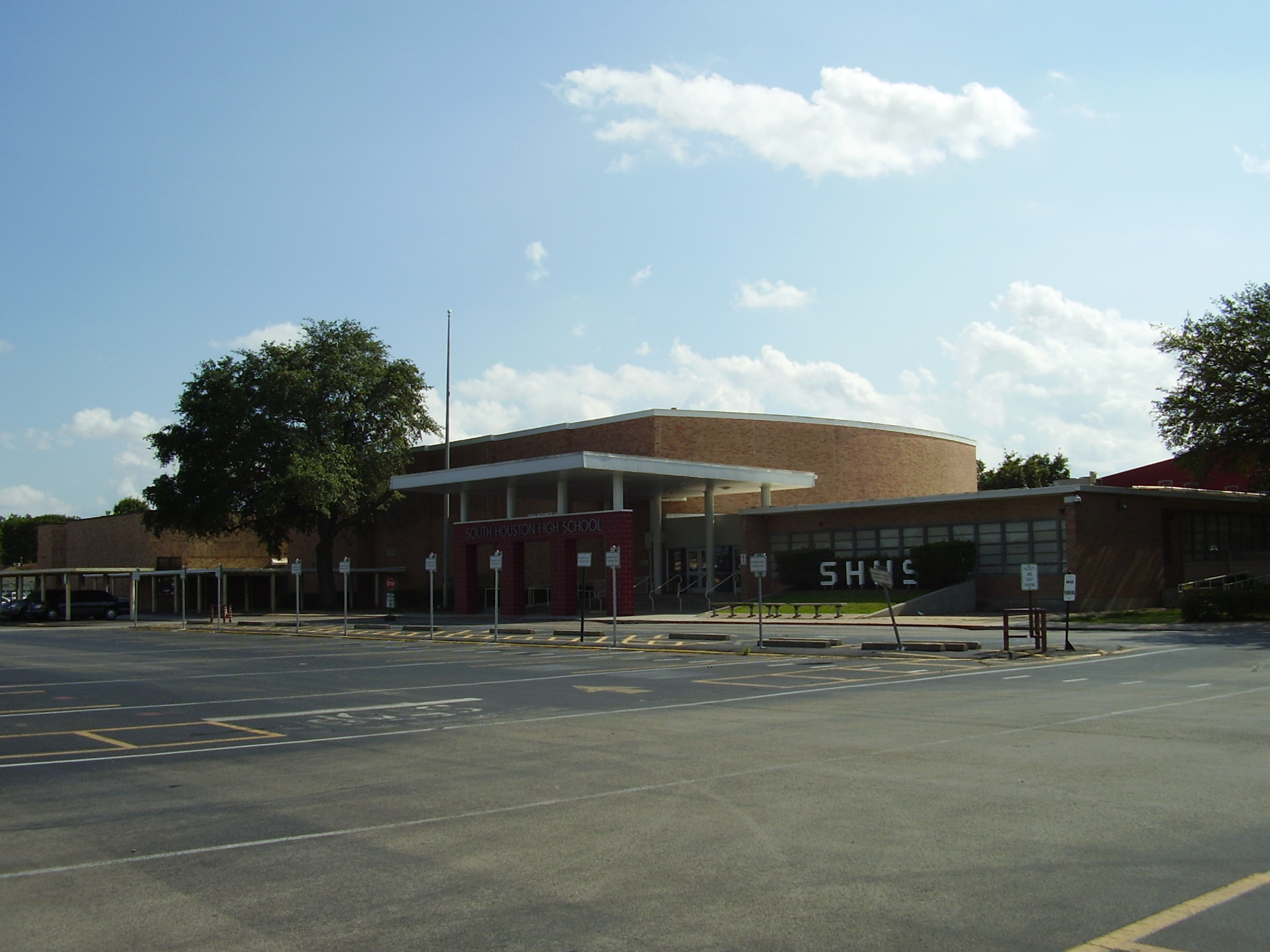
Escuela Preparatoria de South Houston (South Houston High School)

El Distrito Escolar Independiente de Pasadena gestiona escuelas públicas.
La Biblioteca Pública del Condado de Harris gestiona la Biblioteca Sucursal South Houston.

## Galería

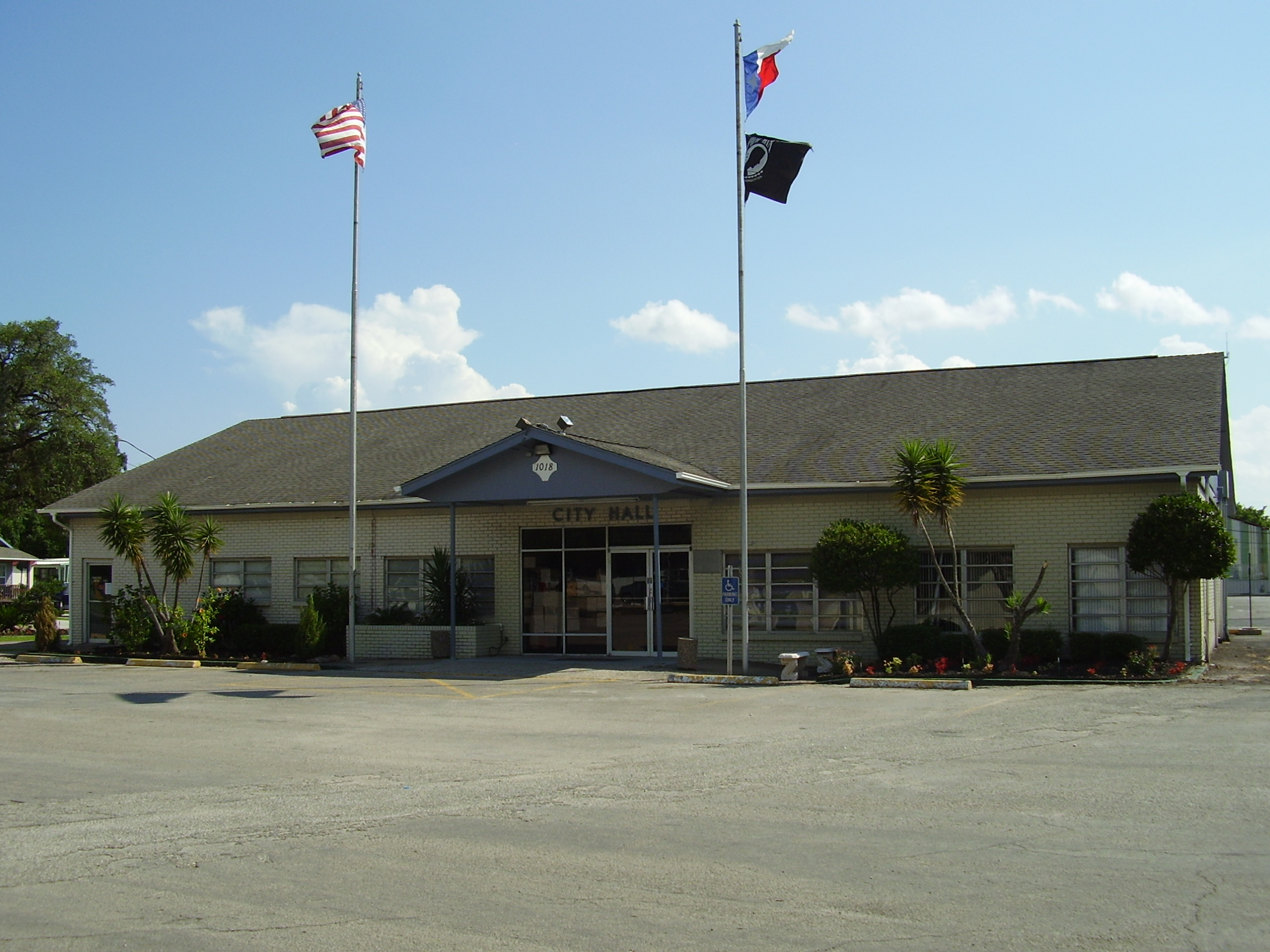
Ayuntamiento
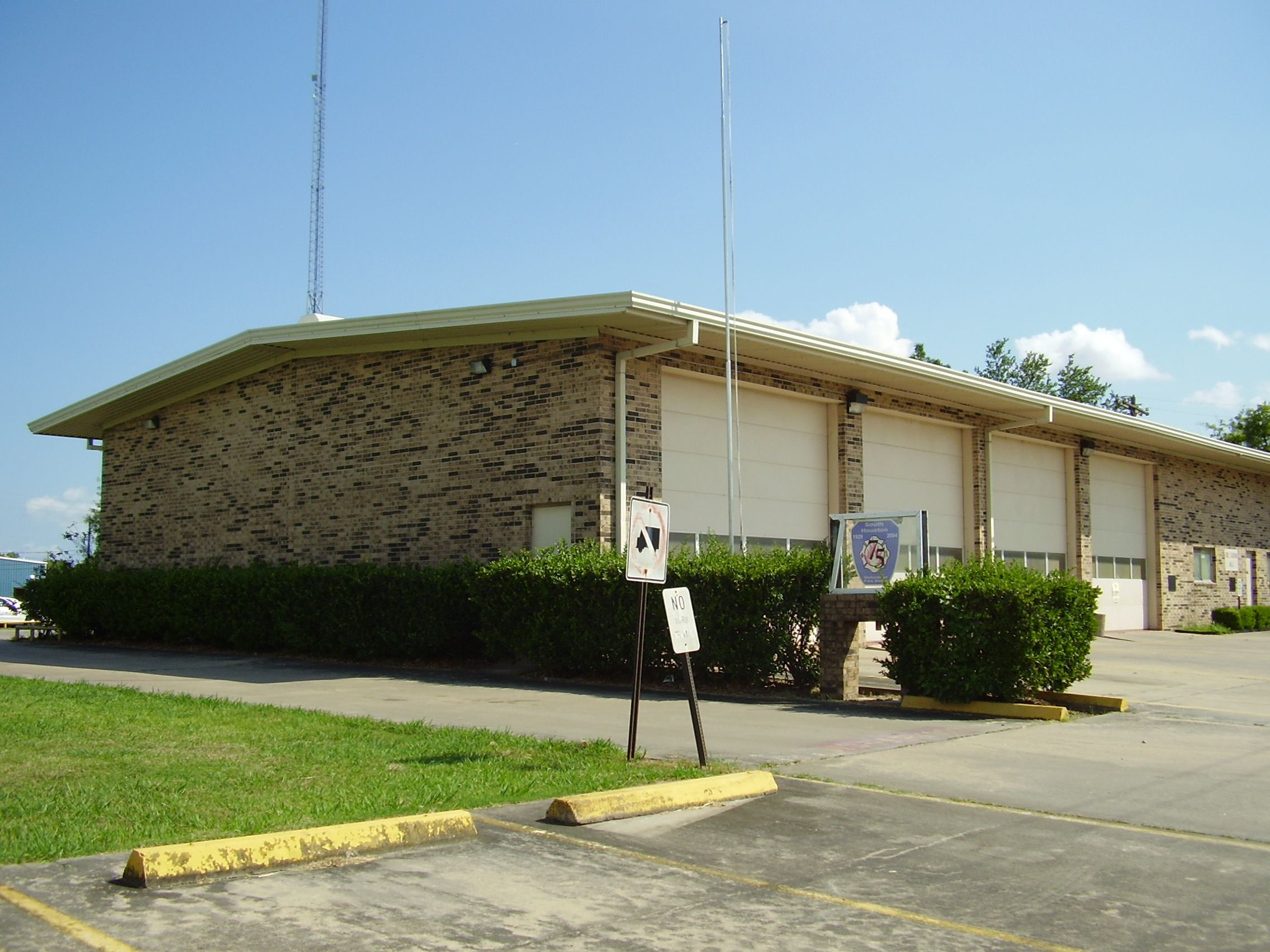
Estación de bomberos No. 1.
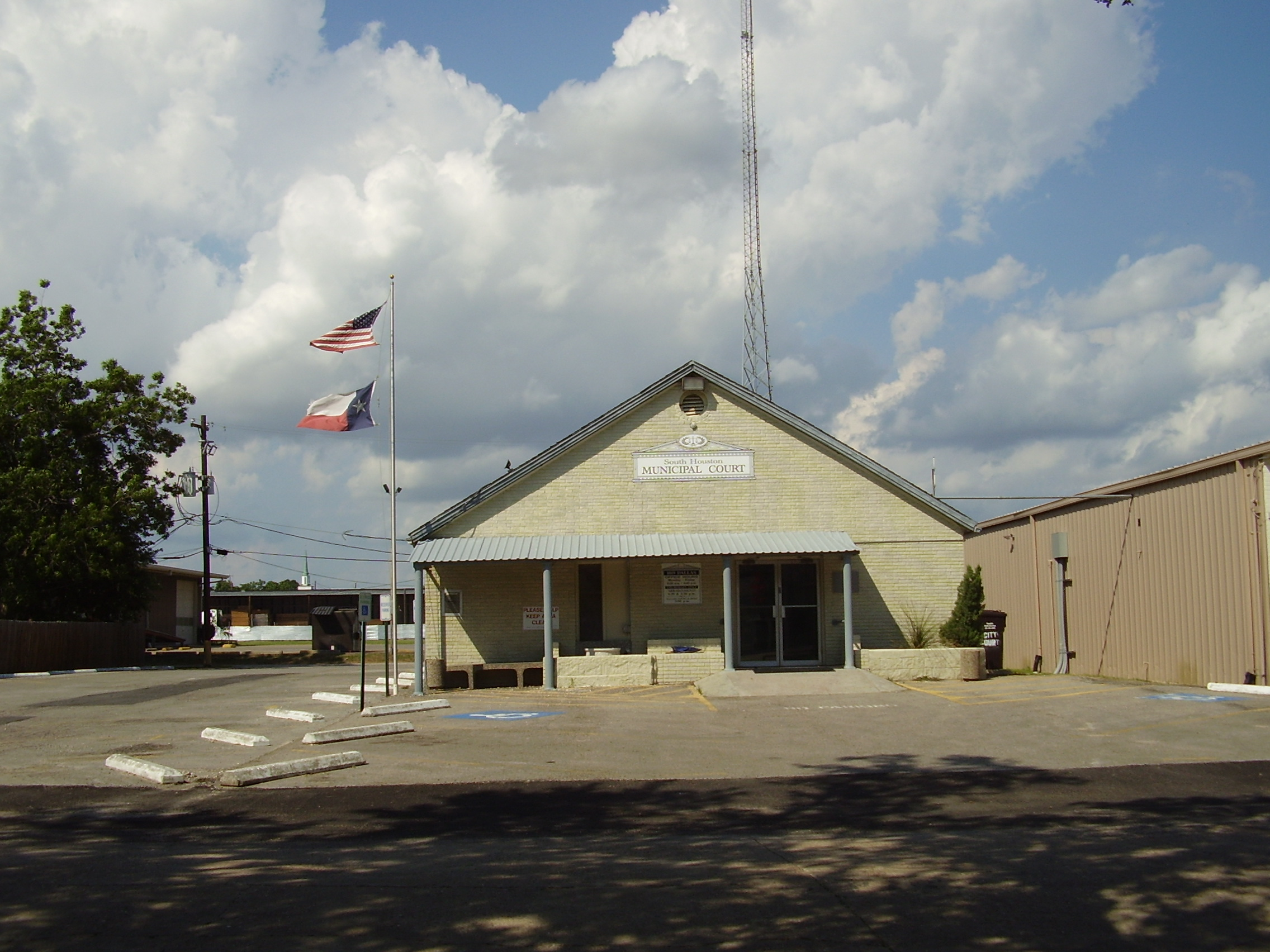
Cortes municipales
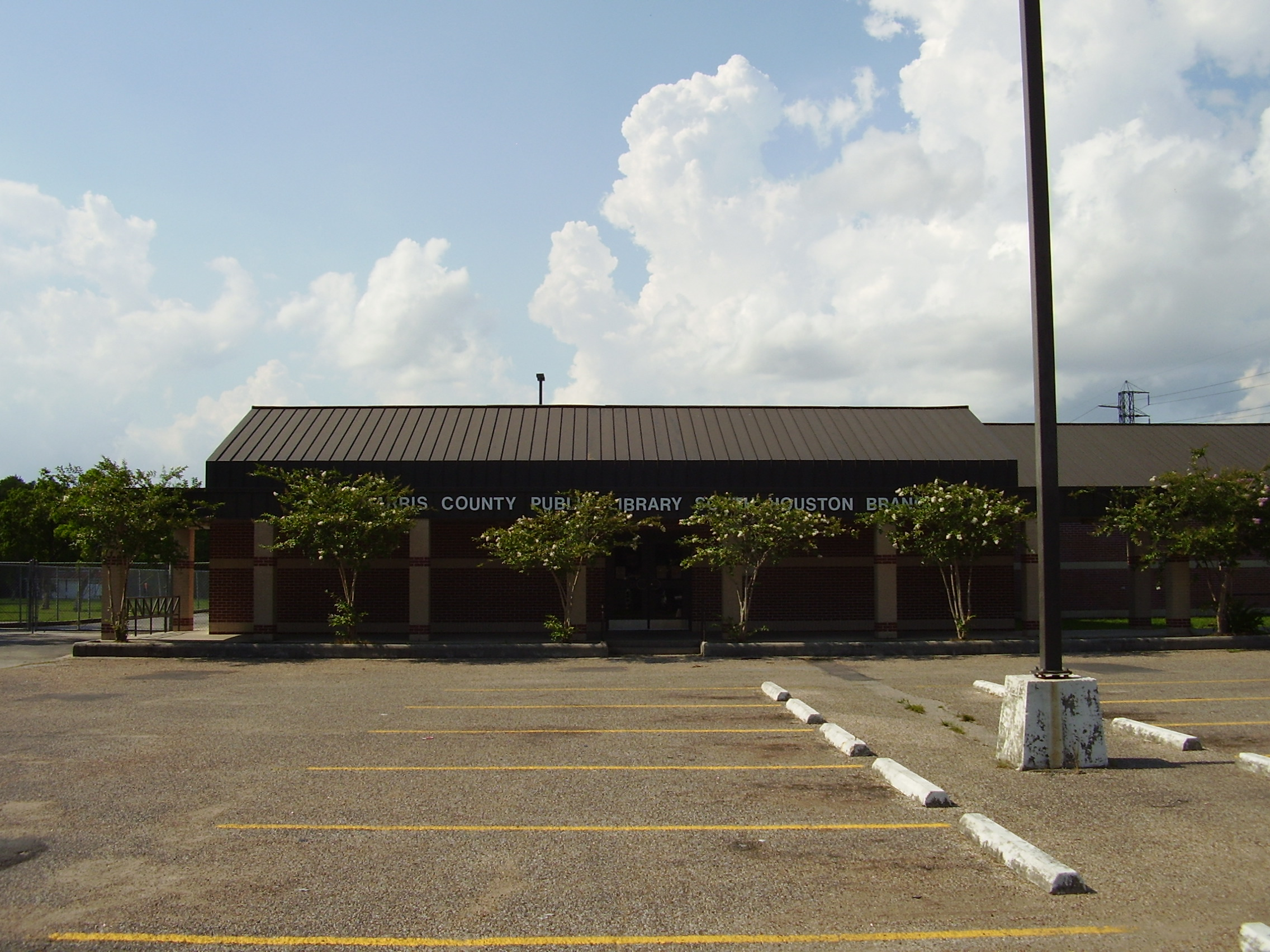
Biblioteca sucursal South Houston
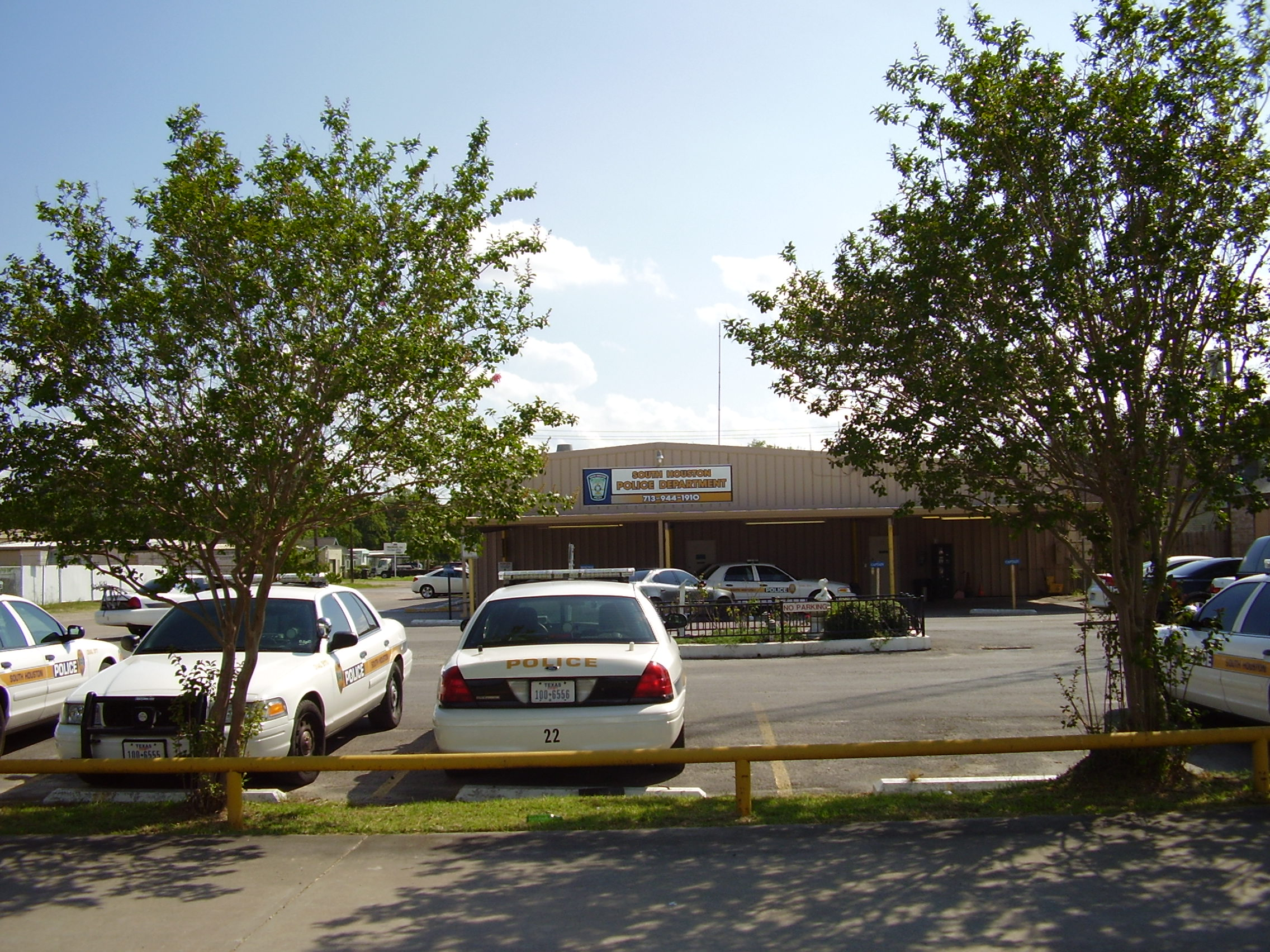
Entrada trasera de la estación de policía